# 回帰線 (尾崎豊のアルバム)
『回帰線』（かいきせん）は、日本のシンガーソングライターである尾崎豊の2枚目のオリジナル・アルバム。英題は『TROPIC OF GRADUATION』（トロピック・オブ・グラデュエーション）。
1985年3月21日にCBS・ソニーからリリースされた。前作『十七歳の地図』（1983年）よりおよそ1年3か月ぶりにリリースされた作品であり、作詞・作曲は尾崎、プロデュースは須藤晃が担当している。レコーディングは前作と同じスタジオにて、ライブ演奏を意識した曲を中心に行われた。サウンド面では前作よりもロック色が強まり、また歌詞も攻撃的な言葉が多く選定される事となった。
先行シングルとして「卒業」がリリースされ、オリコンシングルチャートにおいて最高位第20位を獲得し話題となった。本作はオリコンアルバムチャートにて初登場第1位を獲得し、27.3万枚を売り上げるヒット作品となった。また「第27回日本レコード大賞」において優秀アルバム賞を獲得し、「10代の代弁者」「若者の教祖」と呼ばれるようになるなど尾崎のイメージに大きな影響を与えた。1991年の再リリース盤は売り上げ枚数80万枚を超え、日本レコード協会からダブル・プラチナ認定を受けている。

## 背景
ファースト・アルバム『十七歳の地図』（1983年）がリリースされ、ライブの計画が立てられるなど本格的にミュージシャンの活動を始めた尾崎であったが、一方で12月に停学の解けた高校へ戻ると教師から留年になることを告げられた。さらに毎日反省日記を書くよう命じられた尾崎は、必要性を感じないため書く事が出来ないと教師に告げ、教師と押し問答の末に「それじゃ僕は操り人形じゃないですか」と述べた所、教師から「そうよ、きみは操り人形なのよ」と告げられた事で退学を検討する事となる。本来であれば留年した後に青山学院大学へ進学する遺志があった尾崎だが、操り人形では学校に行く意味も卒業する意味もないと感じ、また音楽活動の道が見え始めたために自主退学する事を決意。1月20日には登校中に気分を害し途中下車して自宅に帰り就寝、1月25日には尾崎本人が学校に退学届を提出する事となった。退学の理由に関して父である尾崎健一は、留年の決定が尾崎にとってプライドが許さなかったのではないかと推測しているが、尾崎本人は退学によって将来への不安を抱えており、退学届を提出した日に友人宅でのパーティーで弾き語りを行ったものの、途中で涙ぐみ歌えなくなる事もあったという。
その後尾崎は卒業式の日である3月15日に自らのデビューライブを実施する事を決定する。その前に、リハーサル代わりとして2月に千葉マザースと藤沢BOWでのシークレットライブを行った。千葉ではたった5人の観客を前に演奏する事となった。しかし、3月15日の新宿ルイードで行われたデビューライブには、定員300人をはるかに上回る600人を動員する。600人の内400人は一般客、200人はマスコミ関係者であった。前日にはライブ告知のポスターを自ら街の電柱などに貼り、ポスターには「みんなよくがんばった!卒業おめでとう!」というメッセージを書き加えていた。当日は尾崎自身が40度近い熱があったものの、全13曲、2時間超のステージを行った。
同年6月には全国6都市を回るライブハウスツアーを実施、このツアーでは当初は通常に演奏するだけであった尾崎だが、ツアー途中からはPAスピーカーによじ登る、照明にぶら下がるなどステージアクションが激しいものになっていき、聴衆の反応も同時に激しいものに変化していった。8月4日には日比谷野外大音楽堂で行われた「アトミック・カフェ･ミュージック･フェスティバル'84」と題されたライブイベントに参加、この時演奏の最中に7メートル以上ある照明のイントレに上った尾崎はそのまま地面へと飛び降りるパフォーマンスを行い両足に大怪我を負う。ステージ終了後に尾崎は自身の希望により世田谷区にある自衛隊中央病院に運び込まれ、「右蹠捻挫、左踵骨圧迫骨折で全治3か月」と診断され、左踵の骨が一部陥没していた事から2週間入院する事となった。この事態により、翌日に予定されていた吉川晃司および小山卓治とのジョイントライブは参加取り止めとなった。この件により、9月に予定されていた初のホールコンサートとなる日本青年館公演は延期となるなど活動に影響が出始めたが、飛び降りの件が注目を集めた結果、音楽マスコミを中心に尾崎待望論が徐々に高まっていき、「松葉杖をついてでも出てこい」などのエールが送られる事態となった。2週間程度で退院した尾崎は、3か月の療養期間中に本作のレコーディングを開始する。また9月より予定されていた初の全国ホールツアーは12月開始へと変更された。ツアー中である1月21日にはシングル「卒業」がリリースされ、オリコン20位にランクインする。

## 録音
レコーディングはコンサートツアーである「FIRST LIVE CONCERT TOUR」が実施されている合間を縫うようにして行われた。レコーディングスタジオは前作と同じCBS・ソニー信濃町スタジオおよびCBS・ソニー六本木スタジオで行われ、プロデューサーは前作に続き須藤晃が担当している。前作と同様に全曲の作詞・作曲を尾崎が行っており、編曲も西本明、町支寛二の2名が担当している。
「Scrambling Rock'n'Roll」では尾崎が「レコーディングも、ステージのノリのまんまでやりたい」と要望した事からライブ・レコーディングに近い形で行われた。曲の制作もライブを意識したものが多く、目の前の観客がすぐに反応できるように歌詞も攻撃的な言葉が選定された。本作は尾崎の熱気に押されるようにして制作され、レコーディングの現場も非常に勢いづいた状態で行われたという。また本作収録曲の内、6曲がアルバムのリリース前にすでにライブで演奏されていた曲であった。
前作『十七歳の地図』で収録曲候補であった「ダンスホール」は、須藤が尾崎に確認した際に「ちょっと毛色が違うから、入れるのやめましょう」と回答し前作には未収録となった。しかしその後もライブでは演奏されていたため、またすでに3枚目のアルバムの構想がありイメージと合わなかった事から本作に収録される事となった。本作収録曲の中で唯一、「ダンスホール」のみ最後の歌詞が須藤の依頼により変更される事となった。
尾崎の曲作りは詞と曲が同時である事が多かったが、本作ではメロディーが先行して制作される場合も発生した。中でも、「存在」は作詞が難航したため先にボーカル以外のパートのレコーディングが行われ、後から作詞が開始される事となった。

## 音楽性とテーマ
アルバムタイトルは、ヘンリー・ミラーの小説『北回帰線』（1934年）からの着想で須藤によって決定された。また須藤はこれから尾崎が熱帯地域に入っていく印象があったために、「TROPIC OF GRADUATION（卒業という名の熱帯）」という言葉が浮かんだとも述べている。「回帰線」には「迂回してくる・ある地点に到達して・そこからまた同じような場所に」との意味が込められている。また、須藤は当初「Teenage Blue」というタイトルが非常に気に入ったためアルバムタイトル候補としていたが、詞の内容が退廃的であったために採用しなかった。
須藤は前作よりも物の見方が多面的になっている事から尾崎のアルバムの中では最高傑作であると述べている。また楽曲に関して須藤は「卒業」が代表曲であると述べたが、尾崎自身は「シェリー」が最高傑作であると思っていたのではないかと推測している。須藤は本作の楽曲に「奪い合い」や「生存競争」などの言葉が多用されている事を指摘し、街の情景の描き方が前作と明らかな変化が見られると述べている。また前作が周囲の親や教師を対象とした歌詞が多かった事に対して、本作では音楽業界を対象とした歌詞が増えている事も指摘した他、前作ではほとんど歌詞の修正は行わなかったが本作では尾崎に対して歌詞の修正を依頼する事がわずかながら発生したが、「やっぱりダメだ、この言葉以外にはない」と尾崎にことごとく拒否されたと述べている。
『KAWADE夢ムック 尾崎豊』にて音楽ライターの松井巧は、前作でオーバープロデュース気味であったアレンジが抑えられ、ボーカルを全面に押し出した作品となっていると述べた他、前作と比較して曲作りの面で多彩な傾向が見られるとも述べている。また同書にて詩人の和合亮一は、本作によって若者の心をつかみ一気にカリスマ性を帯びていった事を指摘、映画評論家の北小路隆志は、本作における「自由」の位置付けが複雑であると指摘し、「Scrambling Rock'n'Roll」における「自由っていったいなんだい」という問いかけや「Bow!」における「金で買える自由が欲しいのかい」から「卒業」における「仕組まれた自由」に繋がると述べた上で、卒業が凡庸な歌謡曲であると指摘しつつも同曲によって「10代の代弁者」としての尾崎の位置付けが明確になったと述べている。音楽誌『別冊宝島1009 音楽誌が書かないJポップ批評35 尾崎豊 FOREVER YOUNG』においてフリーライターの河田拓也は、「Scrambling Rock'n'Roll」や「Bow!」、「Scrap Alley」などの全体的にロックンロール色が強まっていると述べた他、「ダンスホール」のように不良少年少女だけでなく真面目な少年少女たちにもシンパシーを与え、両者をつなぐ存在であるとも述べている。音楽誌『別冊宝島2559 尾崎豊 Forget Me Not』において著述業の宝泉薫は、フォークからの影響が色濃く出ていた前作とは一変し本作はロック色が強く出ていると述べ、声質や歌唱法、曲調やアレンジ以外にも生き方そのものをロック的なものにしようとしていると分析し、また「Scrap Alley」ではストーリーテラーとしての才能が発揮された他に「シェリー」はフォークとロックが見事に融合していると述べている。

## 楽曲

### SIDE A
1. 「Scrambling Rock 'n' Roll」
渋谷スクランブル交差点をイメージした曲[注釈 1]。尾崎の要望により、ライブ・レコーディングに近い形で作業が行われた[17]。本曲のレコーディング時に尾崎がスタジオを走り回りながら歌ったという逸話が存在するが、実際にはヘッドフォンを装着しているため走り回る事は不可能であると須藤は述べている[17]。須藤は「自由っていったいなんだい」という歌詞から、自由の定義も理解しないまま歌っている事に驚愕したと語り、当時のロック・ミュージシャンでこのような問いかけを行った人物はいなかったと述べている[17]。ライブの定番曲のひとつで[注釈 2]、サビの「自由になりたくないかい」以降のフレーズはファンとの掛け合いになるのが定番である[注釈 3]。デビュー初期のライブでは間奏が本作収録バージョンとは異なるシングル「卒業」のB面に収録されているバージョンでのアレンジとなっていた[注釈 4]。トリビュート・アルバム『"GREEN" A TRIBUTE TO YUTAKA OZAKI』（2004年）にはOUTLAWによるカバーが収録されている[29]。
2. 「Bow!」
須藤は本曲が「はじまりさえ歌えない」の成長版であると述べ、本曲の内容が音楽業界への批判に聴こえる事から幾度となく「これ、俺のことを歌ってるんじゃないか?」と尾崎に尋ねたが、尾崎はその度に既に社会人となった友人をテーマにしていると回答している[24]。須藤は歌詞中の「ブタ」という言葉がユーモラスに響く事を懸念して歌詞の変更を要請し、尾崎も了承したものの他に言葉が浮かばず最終的に「ブタ」のままになった[24]。この頃尾崎が制作した歌詞によって須藤はそれまでの自信が揺らぎ始め、「コイツの言ってることのほうが正しいんじゃないか」と自身に問いかけるようになったという[24]。作中に「午後4時の工場のサイレンが鳴る」とあるが、これは自身のアルバイト体験から描かれた部分であり、本来は勤務終了時間は一般的には午後5時になるのだが、語呂が悪くなるため午後4時となっている。
3. 「Scrap Alley」
アマチュア時代、尾崎のバンド仲間だったレーシングドライバー、武井寛史に贈った曲である。本曲は前作に収録されている「15の夜」が制作された基となった、実際に仲間と家出をした体験からきており、家出の際に、最後に行き着いた場所が自動車のスクラップ置場だったという実話から作られている。レコーディング時には尾崎が武井をスタジオに招待している[18]。「Scrap Alley」とは、尾崎の友人が関係していた暴走族の名前ではないかと須藤は述べている[18]。
4. 「ダンスホール」 - Dance Hall
11枚目のシングル「I LOVE YOU」（1991年）のカップリング曲。尾崎のデビュー以前に制作された曲であり、1982年10月11日に行なわれたCBS・ソニーのオーディションでも歌われている[20]。1991年10月30日の代々木オリンピックプール第一体育館で行われた生前最後のライブでは、アンコールの際、本曲が最後に歌われた。その半年後の1992年4月25日に尾崎が急死したため、この曲が尾崎がファンの前で最後に歌った曲となった。アンコールで本曲が最後に演奏された経緯は、舞台袖にいた須藤から「尾崎、もう1曲やりなよ」と言われリクエストされたのが本曲であったためである[20]。本曲に関して須藤は学校を退学した同級生の事を歌った曲であると述べ、後年尾崎が執筆した小説『黄昏ゆく街で』（1992年）の登場人物である少女が本曲の少女と同一人物ではないかと推測している[20]。トリビュート・アルバム『"BLUE" A TRIBUTE TO YUTAKA OZAKI』（2004年）において、Coccoによるカバーが収録されている[29]。
5. 「卒業」 - Graduation
4枚目のシングル曲。詳しくは「卒業」を参照。

### SIDE B
1. 「存在」 - Existence
本曲は先にメロディーが完成していたが、作詞が難航したためにボーカル抜きでレコーディングが進められた[21]。当時尾崎は一人暮らしを始めていたが、家では書けないという理由から事務所やレコーディング・スタジオで作詞作業を行っていた[21]。本曲は当初は大学ノートに膨大な量の歌詞が書かれ、その中から言葉を幾度も抽出して最終的な歌詞の状態となった[21]。また当初尾崎はサビの部分を英語詞にしようと検討していたが、須藤から拒否されたため日本語詞となった[21]。須藤は本曲の煮詰まり方と似ているのが8枚目のシングル「LOVE WAY」（1990年）であったと述べている[21]。須藤は完成品を始めて聞いた時、哲学的な歌詞にシンディ・ローパーのシングル「ハイスクールはダンステリア」（1983年）のようなアレンジのサウンドが合わさった事から笑いをこらえられなくなり、またイントロが特に「ハイスクールはダンステリア」に酷似していた事からアレンジを担当した町支寛二に「いいかげんにしろよ」と忠告を出す事となった[21]。尾崎も当初はサウンドに違和感を持っていたが、最終的に尾崎と須藤は「これ、おもしろい!」と感想を持ちお気に入りの曲となった[21]。歌入れ終了の時点ではまだ曲タイトルが決定しておらず、須藤が「存在」と提案すると尾崎は同級生の肥満の女子が「存在」というニックネームであった事から当初は否定したが、後に「存在」というタイトルを了承する事となった[21]。
2. 「坂の下に見えたあの街に」 - Downslope
尾崎が1985年2月3日に埼玉県朝霞市の実家から世田谷区代田のワンルームマンションに引っ越してから最初に作った曲。本曲では一人暮らしを始めた当時の事をそのまま歌詞にしている[30]。須藤は19歳の少年の素直な感情を歌い上げた曲であった事に安堵したと述べている[30]。この歌に登場する坂は埼玉県朝霞市にある尾崎の実家の近くにある坂だと言われている。須藤はこの件に関して、尾崎の実家は急な坂の下にあった訳ではない事から、尾崎自身が坂の下からどこかへ登っていくイメージがあっために坂の上という表現に繋がったのではないかと述べている[30]。また尾崎が愛好していた浜田省吾のアルバム『Home Bound』（1980年）収録曲の「丘の上の愛」に影響されたのではないかとも述べている[30]。
3. 「群衆の中の猫」 - Cat In The Crowd
本曲は「ビリー・ジョエルのバラードのような曲を創りたい」という尾崎の要望によって制作された[31]。本曲ではコード進行が複雑な曲を目指して制作され、後年尾崎の曲ではその傾向が強くなっていくがその発端となった曲であると須藤は述べている[31]。須藤は歌詞に関してそれまでの尾崎のバラードと比較して孤独感が強くなっていると指摘している[31]。タイトルに猫が使用された理由として、レコーディング中に休憩として神宮近辺を散策していた際に野良猫と出逢い、尾崎は近所のコンビニで牛乳を購入し野良猫にミルクを与えたというエピソードがあり、須藤はその事が強く印象に残っていた事から名付けられた[31]。東京ドーム公演「LIVE CORE」においてのみライブで演奏された。また、トリビュート・アルバム『"GREEN" A TRIBUTE TO YUTAKA OZAKI』にはレイラーニによるカバーが収録されている[29]。
4. 「Teenage Blue」
尾崎はトム・ウェイツやブルース・スプリングスティーンなどのブルージーな曲に憧れを持っており、それらのミュージシャンのイメージで制作された曲[23]。サックス奏者としてレコーディングに参加したダディ柴田は歌詞や歌声を聴いて「ほんとにこの人、10代?」と驚嘆していたという[23]。須藤は「Teenage Blue」というタイトルを非常に気に入り、アルバムタイトル候補としたが詞の内容が退廃的であるために断念し、またこの辺りから須藤が望む事と尾崎の歌いたい事とにギャップが生じてきたと述べている[23]。
5. 「シェリー」 - Shelly
尾崎が神田川を見ながら考案した曲[注釈 5]。歌詞中に登場するシェリーという人物はモデルが実在すると須藤は述べているが、本曲のシェリーとは尾崎自身でもありリスナー自身の事でもあるとも述べている[32]。この当時の尾崎は自身の発したメッセージがどこまでリスナーに届いているのか不安を抱えており、自身をレーサーに例えた上で「レーサーが周りの景色を気にしたり、横を向いたら走れないよ。だって、ぶつかって死ぬよ。そういう恐怖心がすごくある」と述べるなど、カリスマ化される事に対する苦悩や決意が歌詞に表れていると須藤は述べている[32]。また尾崎はファッション雑誌『プチセブン』において、「ボクが歌手っていうものになって、この世界でやっていくことの不安感や決意みたいなものを歌った曲」と述べた他、「この曲を作ったときの気持ちを忘れたくないと思ってる」とも述べている[33]。1986年1月14日にフジテレビ系列で放送された『YUTAKA OZAKI Last Teenage Appearance 早すぎる伝説 1985・11・15』では、番組スポンサーであった日清食品の商品であるカップヌードルの番組限定CMソングとして使用された[注釈 6]。2008年に中村あゆみがアルバム『VOICE』にてカバーしている。すべてのライブツアーで歌われた曲のひとつであり[注釈 7]、スローテンポでアコースティック・ギター一本の弾き語りのアレンジで演奏されることが多かった。後に本曲を題材にした森崎ウィン主演の映画『シェリー』（2014年）が公開され、劇中において本曲を含めた尾崎の楽曲が韓国の歌手であるメイダニによってカバーされている[34][35]。

## リリース
本作は1985年3月21日にCBS・ソニーよりLP、CTの2形態でリリースされており、本作からは「卒業」のみがシングルカットされている。1984年のコンサートツアーの最中に尾崎が所属していたマザーエンタープライズの社長である福田信から須藤宛にカセットテープが届けられ、その中には「Scrambling Rock'n'Roll」「Bow!」「卒業」「シェリー」が収録されていた。「卒業」は1曲目に演奏されておりそれを聴いた須藤は衝撃を受け、また福田から「須藤さん、僕は『卒業』という曲がいいと思う。この曲をシングルにしてほしいんだ」と要請されたことからシングル化が決定した。また、B面となった「Scrambling Rock 'n' Roll」は、未表記だが本作収録テイクと演奏および間奏が異なるアレンジになっている。
1985年4月1日に初CD化されスリムケースにてリリース、1991年5月15日にはCD通常ケースにて再リリース、1992年12月12日にはMDで再リリースされた。2001年4月25日には限定生産品として紙ジャケット仕様で、2009年4月22日には限定生産品として24ビット・デジタルリマスタリングされブルースペックCDで、2013年9月11日にはブルースペックCD2として再リリースされた。その後も2015年11月25日にはボックス・セット『RECORDS : YUTAKA OZAKI』に収録される形でLP盤が再リリースされた。
またCD-BOXに収録される形でのリリースとして、1995年4月25日に4枚組CDの『TEENBEAT BOX』、2004年10月27日にはSACD Hybrid仕様の3枚組CDにDVDが付属した『TEENBEAT BOX 13th MEMORIAL VERSION』、2007年4月25日には7枚組CDの『71/71』に収録されてリリースされた。

## アートワーク
前作に続き、全てのアートワークは田島照久が担当している。本作のジャケットは須藤にとって当時の尾崎が下から上に登っていくイメージがあったため、田島との話し合いの中で崖を這い上がっていくイメージ写真が望ましいと須藤が要求し決定した。
本作リリース後、音楽誌『シンプジャーナル』にて初めて尾崎が表紙を飾る事となり、当時の尾崎はモノクロ写真のみ使用を許可するという事務所側の要望があった事から、表紙であるにも拘わらずモノクロ写真での掲載となった。しかしその仕上がりが好評を得たため、他アーティストにおいても表紙でモノクロ写真が使用される事となった。

## ツアー

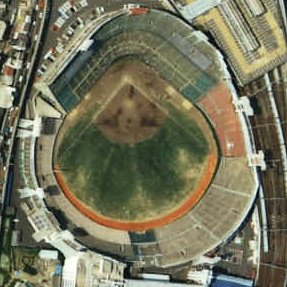
初のスタジアムライブとなった大阪球場

本作を受けての全国ツアーは、「TROPIC OF GRADUATION TOUR」と題して1985年5月7日の立川市民会館を皮切りに、39都市39公演が行われ、前回のツアーの倍の公演数となっていた。バックバンドである「Heart Of Klaxon」のメンバーは、井上敦夫（キーボード）、鴇田靖（ギター）、田口政人（ベース）、江口正祥（ギター）、吉浦芳一（ドラムス）、阿部剛（サックス）の6名。それまでのツアーにおいて尾崎は聴衆に孤独を感じさせる「泣かせるコンサート」を目指していたが、このツアーでは「お互いに楽しめるコンサート」を目指す事となった。また「卒業」の演奏時には尾崎自らピアノの弾き語りを行っており、これに関して尾崎は「ピアノ練習しましたから。というか、“へたうま”なんでしょうね。同じ弾き方をしても誰にもマネできない」と述べている。このツアーより尾崎は照明やPAなどにも関与するようになった。
ツアーファイナルには追加公演として8月25日に大阪球場でライブが行われ、2万6000人を動員した。当時の日本における音楽シーンで球場での単独コンサートが可能な歌手は極僅かであり、とりわけロック・ミュージシャンでは1978年の後楽園球場公演を行った矢沢永吉など極少数であったが、尾崎はデビューからわずか1年8か月でスタジアムライブを実現させる事となった。また、チケットは即日完売となった。このスタジアムライブは当初ナゴヤ球場での開催を予定していたが、球場側が音楽イベントへの貸出を許可しなかったため、大阪球場での開催となった。
本ツアーでは1曲目に本作には未収録であった「米軍キャンプ」が演奏され、またバラードナンバーであった事から聴衆はあっけにとられる展開となった。尾崎は常に新しい形を模索しており、ドラムのリズムだけでステージに登場し静かに歌い出すというオープニングを望んだ事からこの選曲となった。またアンコールで演奏された「Freeze Moon」もこの時点では未発表の曲であり、演奏時間が30分を超えるなど挑戦的なライブとなった。
本ツアーの音源は、後にライブ・アルバム『MISSING BOY』（1997年）、『OSAKA STADIUM on August 25th in 1985 Vol.1』『OSAKA STADIUM on August 25th in 1985 Vol.2』（1998年・2作同時）にてリリースされている。

## 批評
| 専門評論家によるレビュー           | 専門評論家によるレビュー |
| レビュー・スコア                   | レビュー・スコア         |
| 出典                               | 評価                     |
| ---------------------------------- | ------------------------ |
| CDジャーナル                       | 肯定的                   |
| 文藝別冊 尾崎豊 （松井巧）         | 肯定的                   |
| 文藝別冊 尾崎豊 （和合亮一）       | 肯定的                   |
| 音楽誌が書かないJポップ批評 尾崎豊 | 肯定的                   |
| 尾崎豊 Forget Me Not               | 肯定的                   |

本作の歌詞やメッセージ性に対する批評家たちの評価は概ね肯定的なものとなっており、音楽情報サイト『CDジャーナル』では「若者が持つ憧れ、苦悩、そして痛みをストレートなロックのビートに乗せて熱唱する彼のヴォーカルは説得力充分で実にハートフル」と肯定的に評価、書籍『文藝別冊 KAWADE夢ムック 尾崎豊』において音楽評論家の松井巧は、オーバープロデュース気味であったアレンジが抑えられボーカルが際立つ作品となっている事を指摘した他、曲作りに関して多彩になっている事や「ダンスホール」や「Teenage Blue」に見られるストーリー性を高く評価、また歌唱力に関しては「10代であるためあどけなさは残るものの、その青臭さ自体が歌詞と密着した特色でもあるだろう」とした他に、「字余りの歌詞を無理にメロディーにはめ込んだボーカル・スタイルは、切実な心情を描写する尾崎特有の手法として特筆すべき点である」と肯定的に評価した。また同書にて詩人の和合亮一は、本作のメッセージ性が「真剣に生き方を考えようとしている若者の心をカリスマ的に掴んでいった」と述べた他、「凄まじい10代の野性の塊を投げつけ、若者の教祖的存在、あるいは時代の代弁者として、逃れられない位置を決定的なものとした一枚」と肯定的に評価した。音楽誌『別冊宝島1009 音楽誌が書かないJポップ批評35 尾崎豊 FOREVER YOUNG』においてフリーライターの河田拓也は、「アトミックカフェ・フェスティバル」における骨折事件から尾崎の伝説化が始まったと指摘し、シングル「卒業」のヒットによって「反抗する10代の旗手」というイメージが決定づけられた事に触れた上で、全体的にロックンロール色が強まっている事や「孤独でストイックな部分よりも、多少荒っぽい衝動や人懐っこい素顔が前に出てきている」と自己表現の変化について述べた他、不良だけでなく真面目な少年少女にも受け入れられる内容であった事から「前後どちらの世代からも独特な、尾崎らしい間口の広さがよく発揮されたアルバムだと思う」と肯定的に評価した。音楽誌『別冊宝島2559 尾崎豊 Forget Me Not』において著述業の宝泉薫は、収録曲の「シェリー」がファンに求められた尾崎の赤裸々な告白を歌ったものであり「フォークとロックが融合した見事な到達点である」と高く評価した他、「ダンスホール」における歌謡曲的な通俗性が「尾崎を広く大衆的に親しまれる偉大な存在にしたのではないだろうか」と分析、また本作には尾崎によるロック的になっていくライフスタイルの変化への歓びがあり、その歓びを聴く者が共有できる点が「この作品のなによりの魅力」であるとして肯定的に評価した。その他に本作は「第27回日本レコード大賞」において、サザンオールスターズの『KAMAKURA』、井上陽水の『9.5カラット』、LOUDNESSの『THUNDER IN THE EAST』、尾崎亜美の『10番目のミュー』、中森明菜の『D404ME』、小泉今日子の『Today's Girl』、高中正義の『TRAUMATIC 極東探偵団』、松任谷由実の『NO SIDE』、チェッカーズの『毎日!!チェッカーズ』と並んで優秀アルバム賞を獲得した。

## チャート成績
オリコンアルバムチャートにおいて、本作のLP盤は最高位第1位の登場週数21回で売上枚数は17.1万枚、CT盤は最高位第1位の登場週数34回で売上枚数は10.2万枚で累計では27.3万枚となった。初登場第1位という結果に対して尾崎は「心の底から喜ぶっていう感じじゃなかった」と述べ、コマーシャリズムに載せられているという危機感があり、「卒業」などの曲が代表曲とされ売り込まれていく自身の状況に対して「15の夜」を最初に制作した事が誤りであったかもしれないと疑念を抱く事になった。尾崎はたとえ話としてアルフレッド・ノーベルがダイナマイトを発明したものの後に殺人用の武器となった事を挙げ、自身の歌が同様の状態になっていく不安を感じていると述べた。また、青少年の純粋な思いがコマーシャリズムによって金儲けの手段として使用される事への危機感があり、「卒業」を聴いた青少年が実際に窓ガラスを割った話を聞くたびに罪の意識を持つようになったとも述べている。
1985年にリリースされたCDは最高位第67位の登場週数4回となり、売上枚数は0.5万枚となった。その後、1991年に再発売されたCDは最高位第4位の登場週数51回となり、売上枚数は51.3万枚となった。この売り上げ枚数は尾崎豊のアルバム売上ランキングにおいて第4位となっている。2009年の再リリース盤では最高位第299位となった。
尾崎の死去直後である1992年5月25日付のオリコンアルバムランキングでは4位を獲得、同日のランキングでは第1位が『放熱への証』（1992年）、第5位が『十七歳の地図』（1983年）、第6位が『LAST TEENAGE APPEARANCE』（1987年）、第7位が『壊れた扉から』（1985年）、第9位が『誕生』（1990年）と過去作が次々にランクインし、ベスト10内の6作を尾崎の作品が占める事となった。また、『街路樹』（1988年）は第14位となった。

## 収録曲
CDブックレットに記載されたクレジットを参照。
| #         | タイトル                     | 作詞・作曲 | 編曲      | 時間  |
| --------- | ---------------------------- | ---------- | --------- | ----- |
| 1.        | 「Scrambling Rock'n'Roll」   | 尾崎豊     | 西本明    | 5:06  |
| 2.        | 「Bow!」                     | 尾崎豊     | 西本明    | 4:29  |
| 3.        | 「Scrap Alley」              | 尾崎豊     | 町支寛二  | 4:08  |
| 4.        | 「ダンスホール」(Dance Hall) | 尾崎豊     | 西本明    | 4:38  |
| 5.        | 「卒業」(Graduation)         | 尾崎豊     | 西本明    | 6:39  |
| 合計時間: | 合計時間:                    | 合計時間:  | 合計時間: | 25:00 |

| #         | タイトル                              | 作詞・作曲 | 編曲      | 時間  |
| --------- | ------------------------------------- | ---------- | --------- | ----- |
| 6.        | 「存在」(Existence)                   | 尾崎豊     | 町支寛二  | 4:31  |
| 7.        | 「坂の下に見えたあの街に」(Downslope) | 尾崎豊     | 町支寛二  | 3:59  |
| 8.        | 「群衆の中の猫」(Cat In The Crowd)    | 尾崎豊     | 町支寛二  | 4:51  |
| 9.        | 「Teenage Blue」                      | 尾崎豊     | 西本明    | 4:02  |
| 10.       | 「シェリー」(Shelly)                  | 尾崎豊     | 西本明    | 5:45  |
| 合計時間: | 合計時間:                             | 合計時間:  | 合計時間: | 23:08 |

## スタッフ・クレジット

### 参加ミュージシャン
CDブックレットに記載されたクレジットを参照。
| 1. 「Scrambling Rock 'n' Roll」 - 滝本季延 – ドラムス - 本田達也 – ベース - 西本明 – キーボード - 幾見雅博 – ギター - 北島健二 – ギター - 鈴木賢司 – ギター - 土方隆行 – ギター 2. 「Bow!」 - 滝本季延 – ドラムス - 本田達也 – ベース - 西本明 – キーボード - 鳥山雄司 – エレクトリック・ギター - 笛吹利明 – アコースティック・ギター - 齊藤ノブ – パーカッション - 尾崎豊 – ハーモニカ 3. 「Scrap Alley」 - 滝本季延 – ドラムス - 江澤宏明 – ベース - 板倉雅一 – アコースティックピアノ - 福田裕彦 – シンセサイザー - 水谷公生 – シンセサイザー - 町支寛二 – ギター - 石井空太郎 – パーカッション - 古村敏比古 – サックス - Rove Bard – コーラス 4. 「ダンスホール」 - 滝本季延 – ドラムス - 本田達也 – ベース - 西本明 – キーボード - 北島健二 – エレクトリック・ギター - 安田裕美 – アコースティック・ギター - 齊藤ノブ – パーカッション - 木戸泰弘 – コーラス - 比山清 – コーラス - 山川恵津子 – コーラス - 八木のぶお – ハーモニカ 5. 「卒業」 - 滝本季延 – ドラムス - 本田達也 – ベース - 西本明 – キーボード - 北島健二 – エレクトリック・ギター - 安田裕美 – アコースティック・ギター - 木戸泰弘 – コーラス - 比山清 – コーラス - 山川恵津子 – コーラス - 友田ストリングス – ストリングス | 1. 「存在」 - 滝本季延 – ドラムス - 江澤宏明 – ベース - 板倉雅一 – アコースティックピアノ - 福田裕彦 – シンセサイザー - 水谷公生 – シンセサイザー - 町支寛二 – ギター - 石井空太郎 – パーカッション - 古村敏比古 – サックス - Rove Bard – コーラス 2. 「坂の下に見えたあの街に」 - 滝本季延 – ドラムス - 江澤宏明 – ベース - 中西康晴 – アコースティックピアノ - 福田裕彦 – シンセサイザー - 水谷公生 – シンセサイザー - 町支寛二 – エレクトリック・ギター、アコースティック・ギター - 石井空太郎 – パーカッション - 古村敏比古 – サックス 3. 「群衆の中の猫」 - 滝本季延 – ドラムス - 江澤宏明 – ベース - 中西康晴 – アコースティックピアノ - 福田裕彦 – シンセサイザー - 水谷公生 – シンセサイザー - 町支寛二 – エレクトリック・ギター - 笛吹利明 – アコースティック・ギター - 石井空太郎 – パーカッション - 古村敏比古 – サックス 4. 「Teenage Blue」 - 滝本季延 – ドラムス - 本田達也 – ベース - 西本明 – キーボード - 北島健二 – エレクトリック・ギター - ダディ柴田 – サックス 5. 「シェリー」 - 滝本季延 – ドラムス - 本田達也 – ベース - 西本明 – キーボード - 鳥山雄司 – エレクトリック・ギター - 笛吹利明 – アコースティック・ギター - 友田ストリングス – ストリングス |

### スタッフ
CDブックレットに記載されたクレジットを参照。
- 須藤晃 – プロデューサー
- 助川健 – レコーディング、ミックス・エンジニア
- 田島照久 – デザイン、アート・ディレクション、写真撮影
- 大野邦彦 – セカンド・エンジニア
- 大森正人 – セカンド・エンジニア
- 宮田信吾 – セカンド・エンジニア
- 津久間孝成 – セカンド・エンジニア
- 森岡徹也 – セカンド・エンジニア
- 太田安彦 – セカンド・エンジニア
- 安部良一 – アシスタント・ディレクター
- 田和一樹 – アシスタント・ディレクター

## チャート、認定
| チャート         | リリース年 | 最高順位 | 登場週数 | 売上数   | 規格 | 出典   |
| ---------------- | ---------- | -------- | -------- | -------- | ---- | ------ |
| 日本（オリコン） | 1985年     | 1位      | 21回     | 17.1万枚 | LP   | [ 2 ]  |
| 日本（オリコン） | 1985年     | 79位     | 4回      | 0.6万枚  | CD   | [ 60 ] |
| 日本（オリコン） | 1991年     | 4位      | 51回     | 51.3万枚 | CD   | [ 60 ] |
| 日本（オリコン） | 2009年     | 299位    | 1回      | -        | BSCD | [ 68 ] |

| 国/地域 | 認定組織         | 日付       | 認定             | 売上数   | 出典   |
| ------- | ---------------- | ---------- | ---------------- | -------- | ------ |
| 日本    | 日本レコード協会 | 1992年5月  | ゴールド         | 200,000+ | [ 69 ] |
| 日本    | 日本レコード協会 | 1993年3月  | プラチナ         | 400,000+ | [ 70 ] |
| 日本    | 日本レコード協会 | 1996年12月 | ダブル・プラチナ | 800,000+ | [ 3 ]  |

## リリース日一覧
| No. | リリース日     | レーベル                       | 規格         | カタログ番号 | 備考                                             | 出典          |
| --- | -------------- | ------------------------------ | ------------ | ------------ | ------------------------------------------------ | ------------- |
| 1   | 1985年3月21日  | CBS・ソニー                    | LP           | 28AH-1838    |                                                  | [ 60 ] [ 71 ] |
| 2   | 1985年3月21日  | CBS・ソニー                    | CT           | 28KH-1651    |                                                  |               |
| 3   | 1985年4月1日   | CBS・ソニー                    | CD           | 32DH-191     | スリムケース                                     | [ 60 ]        |
| 4   | 1991年5月15日  | ソニー・ミュージックレコーズ   | CD           | SRCL-1911    | 通常ケース                                       | [ 55 ] [ 72 ] |
| 5   | 1992年12月12日 | ソニー・ミュージックレコーズ   | MD           | SRYL-7081    |                                                  | [ 73 ]        |
| 6   | 1995年4月25日  | ソニー・ミュージックレコーズ   | CD           | SRCL-3205    | CD-BOX『TEENBEAT BOX』収録                       | [ 74 ]        |
| 7   | 2001年4月25日  | ソニー・ミュージックレコーズ   | CD           | SRCL-5077    | 紙ジャケット仕様（限定生産品）                   | [ 75 ] [ 76 ] |
| 8   | 2004年10月27日 | ソニー・ミュージックレコーズ   | SACD Hybrid  | SRCL-10012   | CD-BOX『TEENBEAT BOX 13th MEMORIAL VERSION』収録 | [ 77 ] [ 78 ] |
| 9   | 2007年4月25日  | ソニー・ミュージックレコーズ   | CD           | SRCL-6532    | CD-BOX『71/71』収録                              | [ 79 ] [ 80 ] |
| 10  | 2009年4月22日  | ソニー・ミュージックレコーズ   | BSCD         | SRCL-20002   | 24ビット・デジタル・リマスタリング（限定生産品） | [ 81 ] [ 82 ] |
| 11  | 2010年4月1日   | ソニー・ミュージックレーベルズ | AAC-LC       | -            | デジタル・ダウンロード                           | [ 83 ]        |
| 12  | 2010年4月1日   | ソニー・ミュージックレーベルズ | ロスレスFLAC | -            | デジタル・ダウンロード                           | [ 84 ]        |
| 13  | 2013年9月11日  | ソニー・ミュージックレコーズ   | BSCD2        | SRCL-30002   | 24ビット・デジタル・リマスタリング               | [ 85 ] [ 86 ] |
| 14  | 2015年11月25日 | ソニー・ミュージックレコーズ   | LP           | SRJL-1101    | LP-BOX『RECORDS : YUTAKA OZAKI』収録             | [ 87 ]        |
| 15  | 2015年11月25日 | ソニー・ミュージックレーベルズ | ハイレゾFLAC | -            | デジタル・ダウンロード                           | [ 88 ]        |